# Drosophila dreyfusi
Drosophila dreyfusi är en tvåvingeart som beskrevs av Theodosius Grigorievich Dobzhansky och Crodowaldo Pavan 1943. Drosophila dreyfusi ingår i släktet Drosophila och familjen daggflugor.
Artens utbredningsområde är Brasilien.